# Taillecourt
Taillecourt est une commune française située dans le département du Doubs, la région culturelle et historique de Franche-Comté et la région administrative Bourgogne-Franche-Comté. 
Ses habitants se nomment les Taillecourtois et Taillecourtoises.

## Géographie

### Description
Taillecourt est un village périurbain de l'agglomération de Montbéliard, situé à 4 km au sud-est de cette ville, à 15 km au sud de Belfort, à 56 km à l'ouest de Bâle et à dix kilomètres de la frontière franco-suisse.
Elle est desservie par l'ex-route nationale 437 (actuelle RD 437)
.

### Climat
Pour des articles plus généraux, voir Climat de la Bourgogne-Franche-Comté et Climat du Doubs.
En 2010, le climat de la commune est de type climat de montagne, selon une étude du Centre national de la recherche scientifique s'appuyant sur une série de données couvrant la période 1971-2000. En 2020, Météo-France publie une typologie des climats de la France métropolitaine dans laquelle la commune est exposée à un climat semi-continental et est dans une zone de transition entre les régions climatiques « Vosges » et « Jura ». 
Pour la période 1971-2000, la température annuelle moyenne est de 9,8 °C, avec une amplitude thermique annuelle de 17,4 °C. Le cumul annuel moyen de précipitations est de 1 185 mm, avec 12,2 jours de précipitations en janvier et 10,6 jours en juillet. Pour la période 1991-2020, la température moyenne annuelle observée sur la station météorologique de Météo-France la plus proche, « Saint-Dizier-L'eveque_sapc », sur la commune de Saint-Dizier-l'Évêque à 9 km à vol d'oiseau, est de 10,1 °C et le cumul annuel moyen de précipitations est de 1 099,4 mm. 
La température maximale relevée sur cette station est de 37 °C, atteinte le 13 août 2003 ; la température minimale est de −17,4 °C, atteinte le 20 décembre 2009,,. 
Les paramètres climatiques de la commune ont été estimés pour le milieu du siècle (2041-2070) selon différents scénarios d'émission de gaz à effet de serre à partir des nouvelles projections climatiques de référence DRIAS-2020. Ils sont consultables sur un site dédié publié par Météo-France en novembre 2022.

## Urbanisme

### Typologie
Au 1er janvier 2024, Taillecourt est catégorisée ceinture urbaine, selon la nouvelle grille communale de densité à 7 niveaux définie par l'Insee en 2022.
Elle appartient à l'unité urbaine de Montbéliard, une agglomération inter-départementale dont elle est une commune de la banlieue,. Par ailleurs la commune fait partie de l'aire d'attraction de Montbéliard, dont elle est une commune de la couronne,. Cette aire, qui regroupe 137 communes, est catégorisée dans les aires de 50 000 à moins de 200 000 habitants,.

### Occupation des sols
L'occupation des sols de la commune, telle qu'elle ressort de la base de données européenne d’occupation biophysique des sols Corine Land Cover (CLC), est marquée par l'importance des territoires agricoles (45,1 % en 2018), en diminution par rapport à 1990 (47,3 %). La répartition détaillée en 2018 est la suivante : 
forêts (31,2 %), prairies (28 %), zones urbanisées (23,8 %), zones agricoles hétérogènes (17,1 %). L'évolution de l’occupation des sols de la commune et de ses infrastructures peut être observée sur les différentes représentations cartographiques du territoire : la carte de Cassini (XVIIIe siècle), la carte d'état-major (1820-1866) et les cartes ou photos aériennes de l'IGN pour la période actuelle (1950 à aujourd'hui).

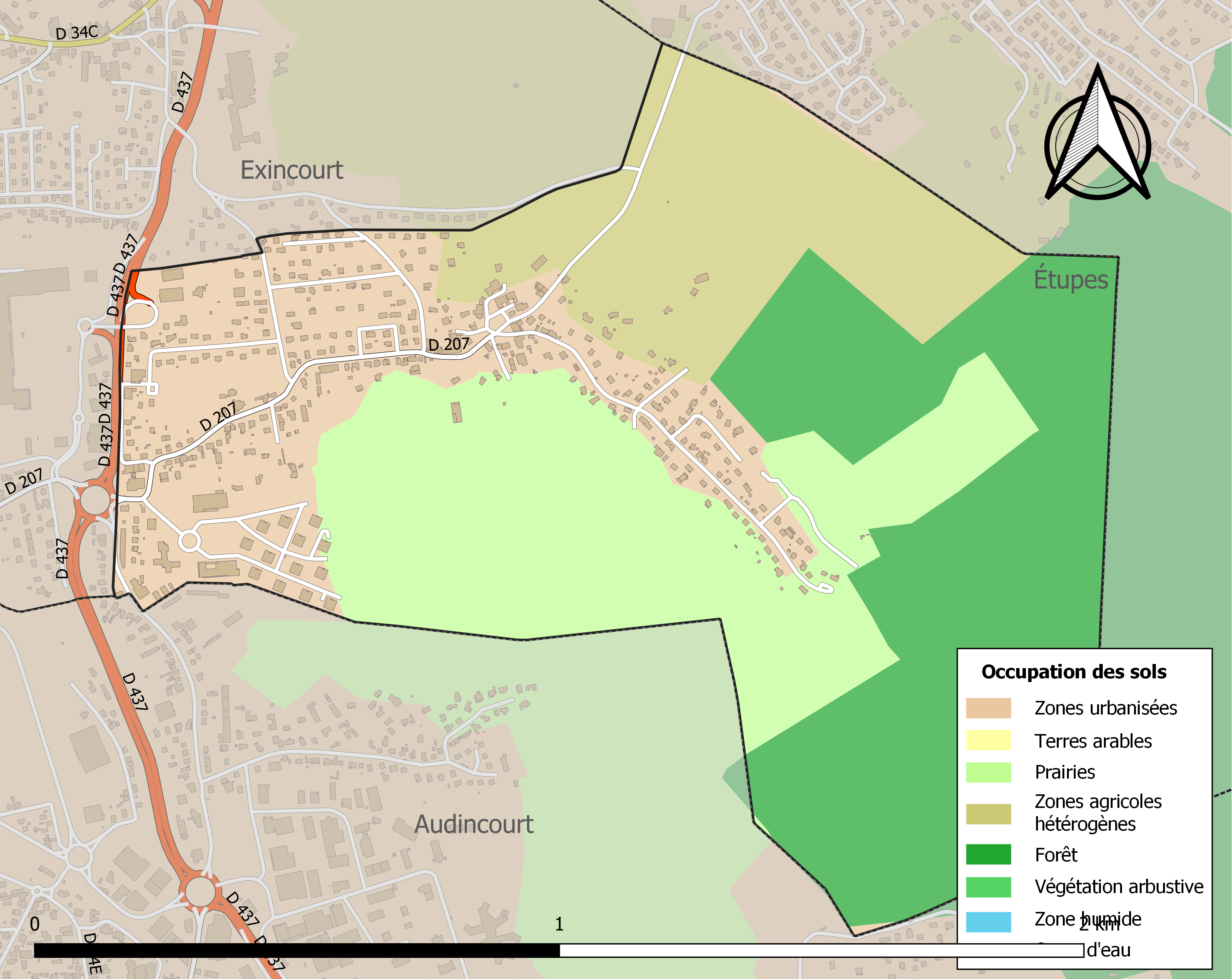
Carte des infrastructures et de l'occupation des sols de la commune en 2018 (CLC).

## Toponymie
Thallicourt en 1145 ; Tylcort et Taillecort en 1150 ; Taylicourt en 1223 ; Taillecourt depuis 1389.
Le nom de la localité apparaît sous la forme Tylcort en 1150.
De tiliae « tilleul » et curtis « habitation ». Taillecourt a donc été une ville bâtie autour d'un tilleul ou d'un groupe de tilleuls.
Cependant, cette explication ancienne ne tient pas compte de la phonétique qui est une science inconnue à l'époque. Ainsi, la forme la plus ancienne Thallicourt ne ressemblent en rien à tilia. En outre, tilia est du latin classique, alors que l'ancien français t(h)il, t(h)eil « tilleul » est issu d'une forme populaire *tilius. La forme attendue devrait être *T(h)ilville ou *T(h)eilville, uniquement postulée par une forme isolée Tylcort.
Ensuite, les toponymes en -court, tout comme ceux en -ville, ne sont jamais précédés d'un nom d'arbre. En outre -court est plus souvent donné comme issu du bas latin cōrtem « cour de ferme, ferme » (latin classique cohortem) et non pas « habitation ». La forme gallo-romane est notée *CŌRTE « cour ».
Albert Dauzat assimile Taillecourt aux Taillebourg, Tailleville, etc. dont l'élément Taille- représente le déverbal de tailler, au sens de défrichement. Taillecourt est donc « une cour, une ferme résultant d'un défrichement ».

## Histoire
Taillecourt appartenait au comté de Montbéliard qui fut rattaché à la France en 1793.

## Population et société

### Démographie
L'évolution du nombre d'habitants est connue à travers les recensements de la population effectués dans la commune depuis 1793. Pour les communes de moins de 10 000 habitants, une enquête de recensement portant sur toute la population est réalisée tous les cinq ans, les populations de référence des années intermédiaires étant quant à elles estimées par interpolation ou extrapolation. Pour la commune, le premier recensement exhaustif entrant dans le cadre du nouveau dispositif a été réalisé en 2004.

En 2022, la commune comptait 1 132 habitants, en évolution de +2,17 % par rapport à 2016 (Doubs : +1,88 %, France hors Mayotte : +2,11 %).
| 1793 | 1800 | 1806 | 1821 | 1831 | 1836 | 1841 | 1846 | 1851 |
| ---- | ---- | ---- | ---- | ---- | ---- | ---- | ---- | ---- |
| 105  | 109  | 103  | 128  | 167  | 148  | 152  | 147  | 137  |

| 1856 | 1861 | 1866 | 1872 | 1876 | 1881 | 1886 | 1891 | 1896 |
| ---- | ---- | ---- | ---- | ---- | ---- | ---- | ---- | ---- |
| 140  | 142  | 128  | 130  | 139  | 139  | 119  | 124  | 141  |

| 1901 | 1906 | 1911 | 1921 | 1926 | 1931 | 1936 | 1946 | 1954 |
| ---- | ---- | ---- | ---- | ---- | ---- | ---- | ---- | ---- |
| 162  | 152  | 176  | 190  | 195  | 299  | 349  | 392  | 380  |

| 1962 | 1968 | 1975 | 1982 | 1990 | 1999 | 2004 | 2006  | 2009  |
| ---- | ---- | ---- | ---- | ---- | ---- | ---- | ----- | ----- |
| 467  | 505  | 679  | 745  | 659  | 743  | 989  | 1 045 | 1 031 |

| 2014  | 2019  | 2022  | - | - | - | - | - | - |
| ----- | ----- | ----- | - | - | - | - | - | - |
| 1 094 | 1 098 | 1 132 | - | - | - | - | - | - |

### Santé
L'hôpital le plus proche est l'hôpital Nord Franche-Comté situé à Trévenans, dans le Territoire de Belfort (département voisin), entre Belfort et Montbéliard,.

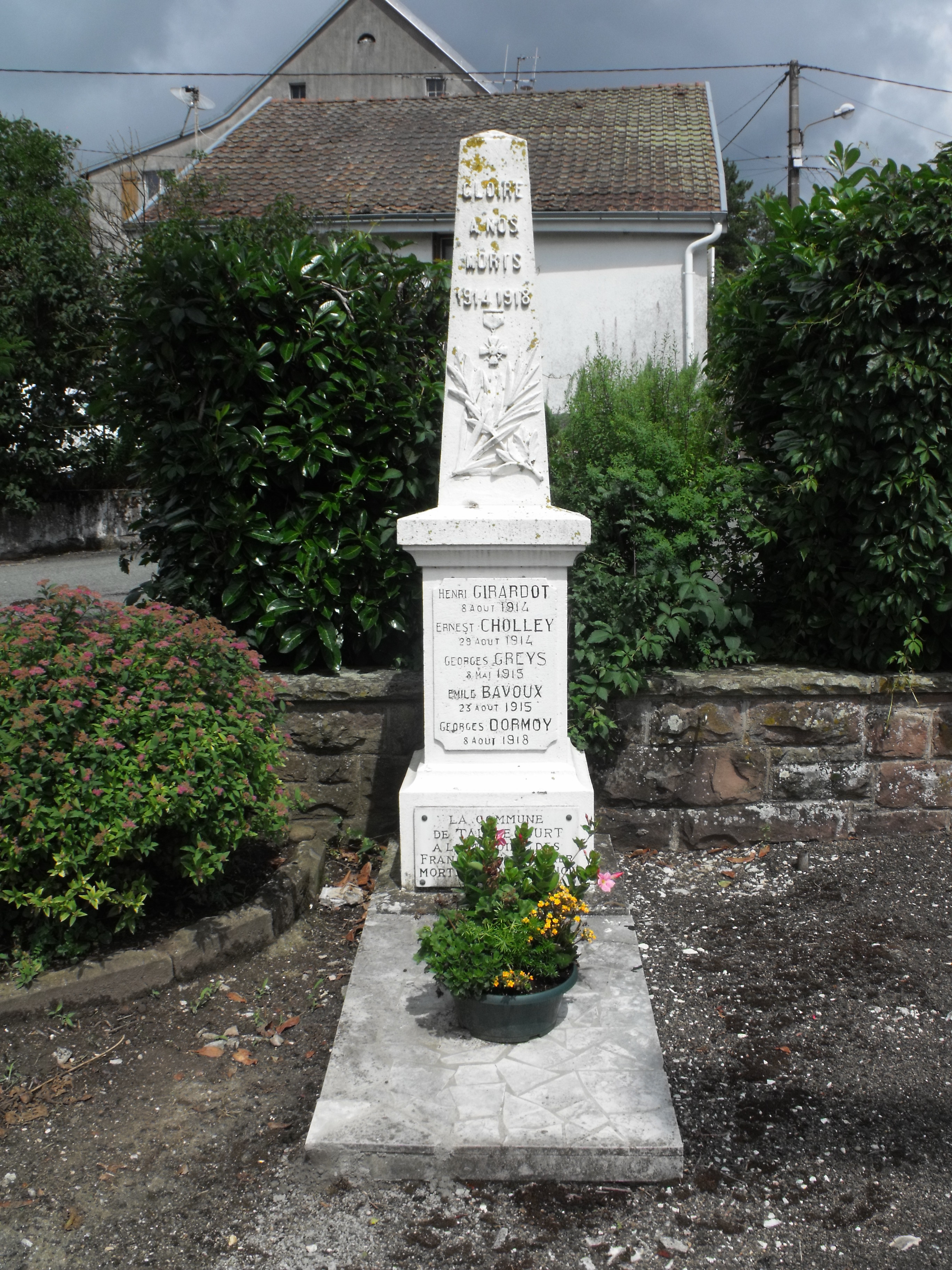
Le monument aux morts.

## Culture locale et patrimoine

### Héraldique
| Blason de Taillecourt | Blason  | Écartelé au 1) de sable à la main fermé d’argent parée de sinople posée en pal mouvant de la partition, surmontée d’une étoile de six rais d’or, au 2) de gueules aux deux bars adossés d’or, au 3) d’or à l’arbre arraché au naturel, au 4) d’azur à la main d’or parée de gueules, mouvant de l’angle senestre de la pointe et tenant un couteau de vigneron d’argent emmanché au naturel. |
| Blason de Taillecourt | Détails | Le statut officiel du blason reste à déterminer. |